# La Naissance de Vénus (Bouguereau)
Pour les articles homonymes, voir La Naissance de Vénus.
La Naissance de Vénus est un tableau mythologique de William Bouguereau. Réalisé en 1879, il est présenté au Salon la même année. Il est conservé à Paris au Musée d'Orsay.

## Analyse

### Style
Le sujet principal est la Vénus mythologique, dans sa forme anadyomène (sortant de l'écume de mer) ; elle est en pleine forme : couronnée de tresses luxuriantes, elle paraît ainsi au monde entourée de ses zélotes.
La modèle pour Vénus est Marie Georgine née Princesse de Ligne, avant qu’elle se marie avec Sosthène de la Rochefoucauld. Elle a posé avec son âme sœur pour L'Enlèvement de Psyché et Flore et Zéphyr du même peintre. Elle est également représentée par Léon Bonnat et par Antoine Samuel Adam-Salomon.

## Jugements
- Le critique d'art Joris-Karl Huysmans

« Il me faut bien, hélas ! Commencer par l'œuvre de M. Bouguereau. M. Gérôme avait rénové déjà le glacial ivoire de Wilhem Miéris, M. Bouguereau a fait pis. De concert avec M. Cabanel, il a inventé la peinture gazeuse, la pièce soufflée. Ce n'est même plus de la porcelaine, c'est du léché flasque ; c'est je ne sais quoi, quelque chose comme de la chair molle de poulpe. La naissance de Vénus, étalée sur la cimaise d'une salle, est une pauvreté qui n'a pas de nom. La composition est celle de tout le monde. Une femme nue sur une coquille, au centre. Tout autour d'autres femmes s'ébattant dans des poses connues. Les têtes sont banales, ce sont ces sydonies qu'on voit tourner dans la devanture des coiffeurs ; mais ce qui est plus affligeant encore, ce sont les bustes et les jambes. Prenez la Vénus de la tête aux pieds, c'est une baudruche mal gonflée. Ni muscles, ni nerfs, ni sang. Les genoux godent, manquent d'attaches ; c'est par un miracle d'équilibre que cette malheureuse tient debout. Un coup d'épingle dans ce torse et le tout tomberait. La couleur est vile, et vil est le dessin. C'est exécuté comme pour des chromos de boîtes à dragées ; la main a marché seule, faisant l'ondulation du corps machinalement. C'est à hurler de rage quand on songe que ce peintre qui, dans la hiérarchie du médiocre, est maître, est chef d'école, et que cette école, si l'on n'y prend garde, deviendra tout simplement la négation la plus absolue de l'art ! »

— « Salon de 1879 » paru dans L'Art moderne.